# NGC 4306
NGC 4306 (другие обозначения — UGC 7433, MCG 2-32-14, ZWG 70.32, VCC 523, KCPG 333B, PGC 40032) — линзообразная галактика (SB0) в созвездии Девы.
Галактика входит в скопление Девы. Средний (взвешенный со светимостью) возраст звезд центрального региона галактики составляет 1,7-1,9 миллиарда лет. Небольшая дисперсия возрастов центрального региона может указывать на то, что основную роль в эволюции галактики играл внешний фактор. Если это действительно так, то галактика не была захвачена скоплением недавно, а провела внутри него как минимум 2 миллиарда лет (или одно время пересечения скопления).
Этот объект входит в число перечисленных в оригинальной редакции «Нового общего каталога».